# PBA-seizoen 2003
Het PBA seizoen 2003 was het 29e seizoen van de Filipijnse professionele basketbalcompetitie PBA. Het seizoen duurde van 23 februari 2002 tot en met 14 december 2003 en bestond uit drie afzonderlijke competities. De All-Filipino Cup werd gewonnen door de Talk 'N Text Phone Pals, de Invitational Conference door de Alaska Aces en de Reinforced Conference door de Coca Cola Tigers. 
De PBA Draft van 2003 werd gehouden op 12 januari 2003 en daar werd Mike Cortez als eerste gekozen door Alaska Aces. 

## All-Filipino Cup
De wedstrijden om de All-Filipino Cup van 2003 vonden plaats van 23 februari tot en met 13 juli 2002. In de finale werden de Coca Cola Tigers met 4-2 verslagen door de Talk 'N Text Phone Pals. Asi Taulava van Talk 'N Text werd tot beste speler van de competitie en tot meest waardevolle speler (MVP) van de finalewedstrijden uitgeroepen.

### Elimininatieronden

#### Groep A
| # | Team                 | W  | V  | %    | Tie |
| - | -------------------- | -- | -- | ---- | --- |
| 1 | San Miguel Beermen   | 12 | 6  | .667 |     |
| 2 | FedEx Express        | 10 | 8  | .556 |     |
| 3 | Alaska Aces          | 10 | 9  | .500 |     |
| 4 | Sta. Lucia Realtors  | 8  | 10 | .444 |     |
| 5 | Purefoods TJ Hotdogs | 5  | 13 | .227 |     |

#### Groep B
| # | Team                    | W  | V  | %    | Tie |
| - | ----------------------- | -- | -- | ---- | --- |
| 1 | Batang Red Bull Thunder | 14 | 4  | .788 |     |
| 2 | Coca Cola Tigers        | 11 | 7  | .611 |     |
| 3 | Talk 'N Text Phone Pals | 10 | 8  | .556 |     |
| 4 | Barangay Ginebra Kings  | 6  | 12 | .333 |     |
| 5 | Shell Turbo Chargers    | 5  | 13 | .227 |     |

### Kwartfinales

#### Groep A
| # | Team                | W | V | %    | Tie |
| - | ------------------- | - | - | ---- | --- |
| 1 | Alaska Aces         | 2 | 1 | .667 |     |
| 2 | Sta. Lucia Realtors | 2 | 1 | .667 |     |
| 3 | San Miguel Beermen  | 1 | 2 | .333 |     |
| 4 | FedEx Express       | 1 | 2 | .333 |     |

#### Groep B
| # | Team                    | W | V | %     | Tie |
| - | ----------------------- | - | - | ----- | --- |
| 1 | Coca Cola Tigers        | 3 | 0 | 1.000 |     |
| 2 | Talk 'N Text Phone Pals | 2 | 1 | .667  |     |
| 3 | Batang Red Bull Thunder | 1 | 2 | .333  |     |
| 4 | Barangay Ginebra Kings  | 0 | 3 | .000  |     |

### Play-offs
|  | halve finale (best of 5) | halve finale (best of 5) | halve finale (best of 5) |   |    | finale (best of 7) | finale (best of 7) | finale (best of 7) |
|  |                          |                          |                          |   |    |                    |                    |                    |
|  |                          |                          |                          |   |    |                    |                    |                    |
|  | A1                       | Alaska                   | 2                        |   |    |                    |                    |                    |
|  | B2                       | Talk 'N Text             | 3                        |   |    |                    |                    |                    |
|  |                          |                          |                          |   |    |                    |                    |                    |
|  |                          |                          |                          |   |    |                    |                    |                    |
|  |                          |                          |                          |   |    |                    |                    |                    |
|  |                          |                          |                          |   |    | B2                 | Talk 'N Text       | 4                  |
|  |                          | B1                       | Coca Cola                | 2 |    |                    |                    |                    |
|  |                          |                          |                          |   |    |                    |                    |                    |
|  |                          |                          |                          |   |    | derde plaats       |                    |                    |
|  |                          |                          |                          |   |    |                    |                    |                    |
|  | B1                       | Coca Cola                | 3                        |   | A1 | Alaska             | 1                  |                    |
|  | A2                       | Sta. Lucia               | 1                        |   |    | A2                 | Sta. Lucia'        | 0                  |

### Finale
| Team                    | 1  | 2  | 3  | 4  | 5  | 6  | Eindstand |
| ----------------------- | -- | -- | -- | -- | -- | -- | --------- |
| Talk 'N Text Phone Pals | 79 | 89 | 67 | 99 | 97 | 78 | 4         |
| Coca Cola Tigers        | 93 | 92 | 59 | 91 | 92 | 76 | 2         |

## Invitational Cup
Na de extra lange editie van de All-Filipino Cup werd in het seizoen 2003 een eenmalig kortdurend toernooi met enkele buitenlandse gastclubs georganiseerd. De PBA-clubs die meededen aan deze eerste Invitational Cup sinds het seizoen 1982 waren de zes hoogst geëindigde clubs uit All-Filipino Cup. Daarnaast waren de teams Novi Sad Yugoslavia uit Joegoslavië, Yonsei University uit Zuid-Korea en Jilin Yi Qi Tigers uit China uitgenodigd. Een enkel door amateurspelers gevormde Filipijnse nationale selectie completeerde de rij van deelnemende teams. De wedstrijden om de Invitational Cup van 2003 vonden plaats van 27 juli tot en met 23 augustus 2003. In de finale werden de Coca Cola Tigers met 2-1 verslagen door de Alaska Aces. 

### Elimininatieronden

#### Groep A
| # | Team                    | W | V | %    | Tie |
| - | ----------------------- | - | - | ---- | --- |
| 1 | FedEx Express           | 3 | 1 | .750 |     |
| 2 | Batang Red Bull Thunder | 3 | 1 | .750 |     |
| 3 | Talk 'N Text Phone Pals | 3 | 1 | .750 |     |
| 4 | Novi Sad Yugoslavia     | 1 | 3 | .250 |     |
| 5 | Yonsei University       | 0 | 4 | .000 |     |

#### Groep B
| # | Team                    | W | V | %     | Tie |
| - | ----------------------- | - | - | ----- | --- |
| 1 | Alaska Aces             | 4 | 0 | 1.000 |     |
| 2 | Coca Cola Tigers        | 3 | 1 | .750  |     |
| 3 | San Miguel Beermen      | 2 | 2 | .500  |     |
| 4 | Filipijns basketbalteam | 1 | 3 | .250  |     |
| 5 | Jilin Yi Qi Tigers      | 0 | 4 | .000  |     |

### Playoffs
|  | halve finale (best of 3) | halve finale (best of 3) | halve finale (best of 3) |   |    | finale (best of 3) | finale (best of 3) | finale (best of 3) |
|  |                          |                          |                          |   |    |                    |                    |                    |
|  |                          |                          |                          |   |    |                    |                    |                    |
|  | B1                       | Alaska Aces              | 1                        |   |    |                    |                    |                    |
|  | A2                       | Red Bull                 | 0                        |   |    |                    |                    |                    |
|  |                          |                          |                          |   |    |                    |                    |                    |
|  |                          |                          |                          |   |    |                    |                    |                    |
|  |                          |                          |                          |   |    |                    |                    |                    |
|  |                          |                          |                          |   |    | B1                 | Alaska             | 2                  |
|  |                          | B2                       | Coca Cola                | 1 |    |                    |                    |                    |
|  |                          |                          |                          |   |    |                    |                    |                    |
|  |                          |                          |                          |   |    | derde plaats       |                    |                    |
|  |                          |                          |                          |   |    |                    |                    |                    |
|  | A1                       | FedEx                    | 0                        |   | A1 | FedEx              | 1                  |                    |
|  | B2                       | Coca Cola                | 1                        |   |    | A2                 | Red Bull           | 0                  |

### Finale
| Team             | 1  | 2  | 3  | Eindstand |
| ---------------- | -- | -- | -- | --------- |
| Coca Cola Tigers | 94 | 76 | 86 | 1         |
| Alaska Aces      | 81 | 78 | 91 | 2         |

## Reinforced Conference
De wedstrijden om de Reinforced Conference van 2003 vonden plaats van 30 augustus tot en met 14 december 2003. In de finale werden de San Miguel Beermen met 4-3 verslagen door de Coca Cola Tigers. Rudy Hatfield van Coca Cola werd tot beste speler van de competitie uitgeroepen. Asi Taulava van Talk 'N Text werd de meest waardevolle speler (MVP) van de finalewedstrijden en zijn teamgenoot Artemus McClary was de beste buitenlandse speler in de competitie.

### Elimininatieronden

#### Groep A
| # | Team                 | W | V | %    |
| - | -------------------- | - | - | ---- |
| 1 | Sta. Lucia Realtors  | 8 | 5 | .615 |
| 2 | San Miguel Beermen   | 5 | 8 | .385 |
| 3 | FedEx Express        | 5 | 8 | .385 |
| 4 | Alaska Aces*         | 4 | 9 | .308 |
| 5 | Purefoods TJ Hotdogs | 4 | 9 | .308 |

*: Alaska won een beslissende play-off wedstrijd tegen Purefoods op 7 november 2003 met 93-86 en veroverde daardoor de vierde en laatste plek in groep A die recht gaf op de kwartfinale

#### Groep B
| # | Team                    | W  | V  | %    |
| - | ----------------------- | -- | -- | ---- |
| 1 | Batang Red Bull Thunder | 11 | 2  | .846 |
| 2 | Coca Cola Tigers        | 11 | 2  | .846 |
| 3 | Barangay Ginebra Kings  | 7  | 6  | .538 |
| 4 | Talk 'N Text Phone Pals | 7  | 6  | .538 |
| 5 | Shell Turbo Chargers    | 3  | 10 | .231 |

### Playoffs
|  | kwartfinale (best of 3) | kwartfinale (best of 3) | kwartfinale (best of 3) |            |              | halve finale (best of 5) | halve finale (best of 5) | halve finale (best of 5) |              |              | finale (best of 7) | finale (best of 7) | finale (best of 7) |
|  |                         |                         |                         |            |              |                          |                          |                          |              |              |                    |                    |                    |
|  | A1                      | Sta. Lucia              | 2                       |            |              |                          |                          |                          |              |              |                    |                    |                    |
|  | A4                      | Alaska                  | 1                       |            |              |                          |                          |                          |              |              |                    |                    |                    |
|  | A4                      | Alaska                  | 1                       |            | A1           | Sta. Lucia               | 0                        |                          |              |              |                    |                    |                    |
|  |                         |                         |                         |            | A1           | Sta. Lucia               | 0                        |                          |              |              |                    |                    |                    |
|  |                         | A2                      | San Miguel              | 3          |              |                          |                          |                          |              |              |                    |                    |                    |
|  | A2                      | A2                      | San Miguel              | 3          | San Miguel   | 2                        |                          |                          |              |              |                    |                    |                    |
|  | A2                      |                         |                         |            | San Miguel   | 2                        |                          |                          |              |              |                    |                    |                    |
|  | A3                      | FedEx                   | 0                       |            |              |                          |                          |                          |              |              |                    |                    |                    |
|  |                         |                         |                         |            |              |                          |                          |                          |              |              | B2                 | Coca Cola          | 4                  |
|  |                         |                         | A2                      | San Miguel | 3            |                          |                          |                          |              |              |                    |                    |                    |
|  | B2                      | Coca Cola               | 2                       |            |              |                          |                          |                          |              |              |                    |                    |                    |
|  | B3                      | Barangay Ginebra        | 1                       |            |              |                          |                          |                          |              |              |                    |                    |                    |
|  | B3                      | Barangay Ginebra        | 1                       |            | B2           | Coca Cola                | 3                        |                          | Derde plaats | Derde plaats | Derde plaats       | Derde plaats       |                    |
|  |                         |                         |                         |            | B2           | Coca Cola                | 3                        |                          | Derde plaats | Derde plaats | Derde plaats       | Derde plaats       |                    |
|  |                         | B4                      | Talk 'N Text            | 0          |              |                          |                          |                          |              |              |                    |                    |                    |
|  | B4                      | B4                      | Talk 'N Text            | 0          | Talk 'N Text | 2                        |                          |                          |              |              |                    |                    |                    |
|  | B4                      |                         |                         |            |              |                          |                          | B4                       | Talk 'N Text | 1            |                    |                    |                    |
|  | B1                      | Red Bull                | 1                       |            |              |                          |                          | B4                       | Talk 'N Text | 1            |                    |                    |                    |
|  |                         |                         |                         |            |              |                          | A1                       | Sta. Lucia               | 0            |              |                    |                    |                    |
|  |                         |                         |                         |            |              |                          | A1                       | Sta. Lucia               | 0            |              |                    |                    |                    |

### Finale
| Team               | 1  | 2   | 3  | 4  | 5  | 6  | 7  | Eindstand |
| ------------------ | -- | --- | -- | -- | -- | -- | -- | --------- |
| Coca Cola Tigers   | 81 | 103 | 81 | 87 | 86 | 80 | 92 | 4         |
| San Miguel Beermen | 84 | 79  | 86 | 84 | 84 | 85 | 84 | 3         |

## Spelersstatistieken
De volgende spelers hadden over het hele seizoen gezien de beste statistieken:
| Categorie            | Speler        | Team         | Aantal |
| -------------------- | ------------- | ------------ | ------ |
| Punten               | Asi Taulava   | Talk 'N Text | 1264   |
| Rebounds             | Asi Taulava   | Talk 'N Text | 738    |
| Assists              | Jimmy Alapag  | Talk 'N Text | 379    |
| Steals               | Rudy Hatfield | Coca Cola    | 119    |
| Blocks               | Asi Taulava   | Talk 'N Text | 71     |
| Vrije worpen gemaakt | Asi Taulava   | Talk 'N Text | 365    |
| Driepunters          | Jimmy Alapag  | Talk 'N Text | 115    |
| Gespeelde minuten    | Rudy Hatfield | Coca Cola    | 2469   |

## Individuele prijzen
Aan het einde van het seizoen werden de volgende individuele prijzen uitgedeeld:
- Meest waardevolle speler (MVP): Asi Taulava (Talk 'N Text)
- Rookie van het jaar: Jimmy Alapag: (Talk 'N Text)
- Meest verbeterde speler (Most Improved Player): Rafi Reavis (Coca Cola)
- Sportiviteitsprijs: Patrick Fran (Talk 'N Text)
- Defensieve speler van het jaar: Rudy Hatfield (Coca Cola)
- Gawad Emerson Coseteng Lifetime Achievement Award: Leo Prieto

Prijzen uitgedeeld door de Filipijnse pers:
- Coach van het jaar: Chot Reyes (Coca Cola)
- Mr. Quality Minutes: Renren Ritualo (FedEx)
- Comeback speler van het jaar: Ronnie Magsanoc (Purefoods)
- Lieveling van de Media: Asi Taulava  (Talk 'N Text)
- Scheidsrechter van het jaar: Ogie Bernarte

## Uitverkiezing beste teams
Mythical Team Five
- Asi Taulava (Talk 'N Text)
- Jimmy Alapag (Talk 'N Text)
- Jeffrey Cariaso (Coca-Cola)
- Rudy Hatfield (Coca-Cola)
- Dennis Espino (Sta. Lucia)

Mythical Second Team
- Johnny Abarrientos (Coca-Cola)
- Harvey Carey (Talk 'N Text)
- Marlou Aquino (Sta. Lucia)
- John Arigo (Alaska)
- Don Allado (Alaska)

All-Defensive Team
- Asi Taulava (Talk 'N Text)
- Rudy Hatfield (Coca-Cola)
- Marlou Aquino (Sta. Lucia)
- Patrick Fran (Talk 'N Text)
- Willie Miller (Red Bull)